# Katedrála svatého Michaela archanděla (Soči)
Katedrála svatého Michaela archanděla (rusky Собо́р Свято́го Архистрати́га Арха́нгела Михаи́ла – Sobor Svjatogo Archistratiga Archangela Michaila) je hlavní a nejstarší pravoslavný chrám ve městě Soči na jihozápadě Ruska. Patří do Jekatěrinodarské a kubáňské eparchie.
Stavbu chrámu nařídil velkovévoda Michail Nikolajevič na památku vítězství Ruského impéria v Kavkazské válce. Stavba podle plánů architekta Alexandra Kaminského začala 26. května 1874. Přestože výstavbu kostela podporovaly významné osobnosti, mj. Savva Ivanovič Mamontov a hrabě Felix Felixovič Sumarokov-Elston, protáhla se na šestnáct let a kostel byl dokončen až 15. října 1890. K vysvěcení kostela pak došlo 24. září 1891.